# Manuel Luis Casalderrey
Manuel Luis Casalderrey García nacido en la La Coruña el 12 de marzo de 1941, es un químico español. En 1966 se licenció en Ciencias Químicas por la Universidad de Santiago de Compostela, doctorándose veinte años después. Fue catedrático de Física y Química en el IES Sánchez Cantón de Pontevedra hasta su jubilación.

## Trayectoria
Pasó su infancia en Maside, Orense, luego estudió el bachillerato en el IES Otero Pedraio en Orense y finalmente terminó sus estudios en Ciencicas Químicas en la Universidad de Santiago de Compostela. Su tesis de doctorado Interpretación teórica del espectro electrónico de la benzofenona fue dirigida lo por el profesor Miguel Ángel Ríos Fernández y presentada en 1986.
En el plano docente trabajó en diferentes lugares y áreas: entre 1966 y 1968 fue profesor en el Instituto Ibáñez Martín de Teruel. De 1968 a 1971 fue profesor agregado de Física y Química en el IES Agra do Orzán de la La Coruña. En el curso siguiente trabajó en el Instituto Virgen de la Luz de Avilés. En 1973 pasó al Instituto Mixto de Carballo, y en 1975 se estableció en el Instituto Sanchez Cantón de Pontevedra hasta su jubilación en 2011. Además, fue director adjunto del Instituto de Ciencias de la Educación de la USC.
Impartió cursos dirigidos a la formación y perfeccionamiento de profesores y ha realizado investigaciones en el campo de la didáctica de Física y Química y de la educación del consumidor.
Desde 1989 es un columnista con artículos de alto interés científico y divulgativo en el periódico La Voz de Galicia.

## Publicaciones
- Física básica: ideas y orientaciones para el profesor del ciclo superior de la E.G.B (1982). Instituto de Ciencias de la Educación, Universidad de Santiago de Compostela. 236 págs. ISBN 8460026434.
- Iniciación a la Química básica elemental: ideas y orientaciones para el profesor (1983). 132 págs.[6]
- Aproximación a la integración ciencia-tecnología (1986). Ministerio de Educación y Ciencia. 175 págs. ISBN 843691273X.
- Interpretación teórica del espectro electrónico de la benzofenona: memoria (1986). Ed. autor. 292 págs. ISBN 8439864302.
- Ciencia, consumo y otras cosas (1993). Ed. do Castro. 281 págs. ISBN 8474926610.
- Láser, emisores de luz especial (1995). Ed. Celeste. 197 págs. ISBN 8482110128.
- Rincón abierto (2005). La Voz de Galicia. 237 págs. ISBN 849757222X.
- Emisión estimulada: artículos publicados en La Voz de Galicia 1989-1996 (2007). Vol I. Diputación Provincial de Orense. 636 págs. ISBN 978-84-96503-51-9.[7]
- Emisión estimulada: artículos publicados en La Voz de Galicia 1997-2007 (2008). Vol II. Diputación Provincial de Orense. 605 págs. ISBN 978-84-96503-75-5.
- Química, benefactora de la humanidad (2021). Universo de Letras. 206 págs. ISBN 9788418570346.
- Emisión estimulada III (2024). Ed. Círculo Rojo. 652 págs. ISBN 978-84-1199-576-4. Artoículs publicados en La Voz de Galicia 2007-2022.

### Obra colectiva
- "Proyecto PEAC-I (Proyecto experimental área de Ciencias Naturales)" (1980). María Luisa Fernández Castañón, J. L. Álvarez López, M. L. Casalderrey García, J. A. España Talón, José Lillo Beviá, T. Viel Ramírez. La investigación pedagógica y lana formación de profesores, Vol. 2. ISBN 84-300-4111-7. Págs. 234-235.[8]

## Reconocimientos
- 1984: Premio Nacional a la Investigación e Innovación Educativa del Ministerio de Educación y Ciencia.[4]
- 1991: Premio de defensa del consumidor por las publicaciones en el periódico La Voz de Galicia.
- 1992: Premio Francisco Giner de los Ríos.
- 1992: Premio de Investigación de la Junta de Galicia al mejor artículo de divulgación sobre investigación.
- 1993: Premio Casa de las Ciencias de Divulgación Científica por el trabajo "Láseres, emisores de luz especial".
- 1997: Premio Innovación Educativa de la Junta de Galicia en el apartado Educación para el Consumo.
- 2001: Accésit al Premio Alimentos de España en la modalidad de Medios de Comunicación por la serie de artículos "Alimentos con Etiqueta" publicados en La Voz de Galicia.[9]
- 2022: Premio de Divulgación Científica da Real Academia Galega de Ciencias.[10]